# .ir
.ir је највиши Интернет домен државних кодова (ccTLD) за Иран. Њиме управља Институт за студије о теоретској физици и математици.